# Suspenze buněk
Suspenze buněk je označení pro směs, která vznikne rozptýlením buněk v kapalině. Kapalinou může být například tekuté kultivační médium nebo pufr. Používá se sloveso „resuspendovat“, které však nepatří do českého slovníku. Označuje proces, kdy jsou buňky v suspenzi stočeny na centrifuze (buňky se nahromadí na dně zkumavky), supernatant (tekutá část) se vylije a buňky se znovu rozptýlí v nové (třeba jiné než původní) kapalné fázi (médiu, pufru).